# Linea Kosei
La linea Kosei (湖西線?, Kosei-sen) è una ferrovia a scartamento ridotto a Osaka, in Giappone, gestita dalla West Japan Railway Company (JR West). La linea è stata realizzata nel 1996 per migliorare l'accesso della zona dell'Hokuriku al Kansai.

## Stazioni
R: Servizio Rapido
RS: Servizio Rapido Speciale
| Nome linea                  | Nome stazione  | Distanza      | Distanza     | R  | RS                                                            | Collegamenti | Posizione           | Posizione           |
| Nome linea                  | Nome stazione  | interstazione | da Yamashina | R  | RS                                                            | Collegamenti | Posizione           | Posizione           |
| --------------------------- | -------------- | ------------- | ------------ | -- | ------------------------------------------------------------- | --- | ------------------- | ------------------- |
| Tōkaidō                     | Kyoto 京都     | 5.5           | 5.5          | ●  | ●                                                             | JR Central: ■ Tōkaidō Shinkansen JR West: ■ Linea principale Tōkaidō (JR Kyoto e Biwako) ■ Linea principale San'in (Linea Sagano) ■ Linea Nara Ferrovie Kintetsu: ■ Linea Kintetsu Kyōto Metropolitana di Kyoto: Linea Karasuma (K11) Ferrovie Keihan: ■ Linea principale Keihan (Shichijō (七条?), 20 minuti a piedi) | Shimogyō-ku, Kyoto  | Prefettura di Kyoto |
| Tōkaidō                     | Yamashina 山科 | -             | 0.0          | ●  | ●                                                             | JR West: ■ Linea principale Tōkaidō (Linea Biwako) Metropolitana di Kyoto: Linea Tōzai (T07) Ferrovie Keihan: ■ Linea Keishin (Keihan Yamashina (京阪山科?) | Yamashina-ku, Kyoto | Prefettura di Kyoto |
| Kosei                       | Yamashina 山科 | -             | 0.0          | ●  | ●                                                             | JR West: ■ Linea principale Tōkaidō (Linea Biwako) Metropolitana di Kyoto: Linea Tōzai (T07) Ferrovie Keihan: ■ Linea Keishin (Keihan Yamashina (京阪山科?) | Yamashina-ku, Kyoto | Prefettura di Kyoto |
| Ōtsukyō 大津京              | 5.4            | 5.4           | ●            | ●  | Ferrovie Keihan: ■ Linea Ishiyama Sakamoto (Ojiyama (皇子山?) | Ōtsu | Prefettura di Shiga |                     |
| Karasaki 唐崎               | 3.1            | 8.5           | \|           | \| |                                                               | Ōtsu | Prefettura di Shiga |                     |
| Hieizan Sakamoto 比叡山坂本 | 2.6            | 11.1          | ●            | ●  |                                                               | Ōtsu | Prefettura di Shiga |                     |
| Ogoto-onsen おごと温泉      | 3.4            | 14.5          | ●            | \| |                                                               | Ōtsu | Prefettura di Shiga |                     |
| Katata 堅田                 | 3.2            | 17.7          | ●            | ●  |                                                               | Ōtsu | Prefettura di Shiga |                     |
| Ono 小野                    | 2.1            | 19.8          | \|           | \| |                                                               | Ōtsu | Prefettura di Shiga |                     |
| Wani 和邇                   | 2.7            | 22.5          | \|           | \| |                                                               | Ōtsu | Prefettura di Shiga |                     |
| Hōrai 蓬莱                  | 2.4            | 24.9          | \|           | \| |                                                               | Ōtsu | Prefettura di Shiga |                     |
| Shiga 志賀                  | 2.4            | 27.3          | \|           | ※  |                                                               | Ōtsu | Prefettura di Shiga |                     |
| Hira 比良                   | 2.7            | 30.0          | \|           | \| |                                                               | Ōtsu | Prefettura di Shiga |                     |
| Ōmi-Maiko 近江舞子          | 2.2            | 32.2          | ●            | ●  |                                                               | Ōtsu | Prefettura di Shiga |                     |
| Kita Komatsu 北小松         | 2.3            | 34.5          | ●            | ●  |                                                               | Ōtsu | Prefettura di Shiga |                     |
| Ōmi-Takashima 近江高島      | 6.4            | 40.9          | ●            | ●  |                                                               | Takashima | Prefettura di Shiga |                     |
| Adogawa 安曇川              | 4.1            | 45.0          | ●            | ●  |                                                               | Takashima | Prefettura di Shiga |                     |
| Shin-Asahi 新旭             | 3.3            | 48.3          | ●            | ●  |                                                               | Takashima | Prefettura di Shiga |                     |
| Ōmi-Imazu 近江今津          | 4.9            | 53.2          | ●            | ●  |                                                               | Takashima | Prefettura di Shiga |                     |
| Ōmi-Nakashō 近江中庄        | 4.8            | 58.0          | ●            | ●  |                                                               | Takashima | Prefettura di Shiga |                     |
| Makino マキノ               | 3.2            | 61.2          | ●            | ●  |                                                               | Takashima | Prefettura di Shiga |                     |
| Nagahara 永原               | 7.1            | 68.3          | ●            | ●  |                                                               | Nagahama | Prefettura di Shiga |                     |
| Ōmi-Shiotsu 近江塩津        | 5.8            | 74.1          | ●            | ●  | JR West:■ Linea principale Hokuriku                           | Nagahama | Prefettura di Shiga |                     |